# Retuerta
Retuerta ist ein nordspanischer Ort und eine Gemeinde (municipio) mit nur noch 59 Einwohnern (Stand: 2024) im Süden der Provinz Burgos in der Autonomen Gemeinschaft Kastilien-León. Der Ort liegt am Camino del Cid und an dem von Alicante kommenden Camino de la Lana, einem alten Handelsweg und einem Zubringer des Jakobswegs.

## Lage und Klima
Der Ort Retuerta liegt oberhalb einer Schleife des Río Arlanza in einer Höhe von etwa 910 m gut 45 km (Fahrtstrecke) südöstlich von Burgos. Die Kleinstädte Covarrubias und Lerma liegen nur etwa 5 km nördlich bzw. 27 km westlich. Das Klima im Winter ist durchaus rau, im Sommer dagegen trocken und warm; Regen (ca. 525 mm/Jahr) fällt überwiegend im Winterhalbjahr.

## Bevölkerungsentwicklung
| Jahr      | 1857 | 1900 | 1950 | 2000 | 2018 |
| Einwohner | 745  | 549  | 215  | 72   | 59   |

Der konstante Bevölkerungsrückgang seit der Mitte des 19. Jahrhunderts ist auf die Mechanisierung der Landwirtschaft und die Aufgabe bäuerlicher Kleinbetriebe zurückzuführen (Landflucht).

## Wirtschaft
Das Umland von Retuerta ist landwirtschaftlich geprägt; der Ort bot lange Zeit die notwendigen regionalen Dienstleistungen in den Bereichen Handwerk und Handel. Seit der Mitte des 20. Jahrhunderts werden viele Ferienhäuser (casas rurales) und -wohnungen vermietet. Seit dem Jahr 2008 gehört das Gemeindegebiet zum Weinbaugebiet Arlanza (D.O.).

## Geschichte
Retuerta wird in einer Urkunde des Jahres 987 erstmals erwähnt. Ansonsten hat der Ort weitgehend dieselbe Geschichte erlebt wie die Nachbarorte Covarrubias und Lerma.

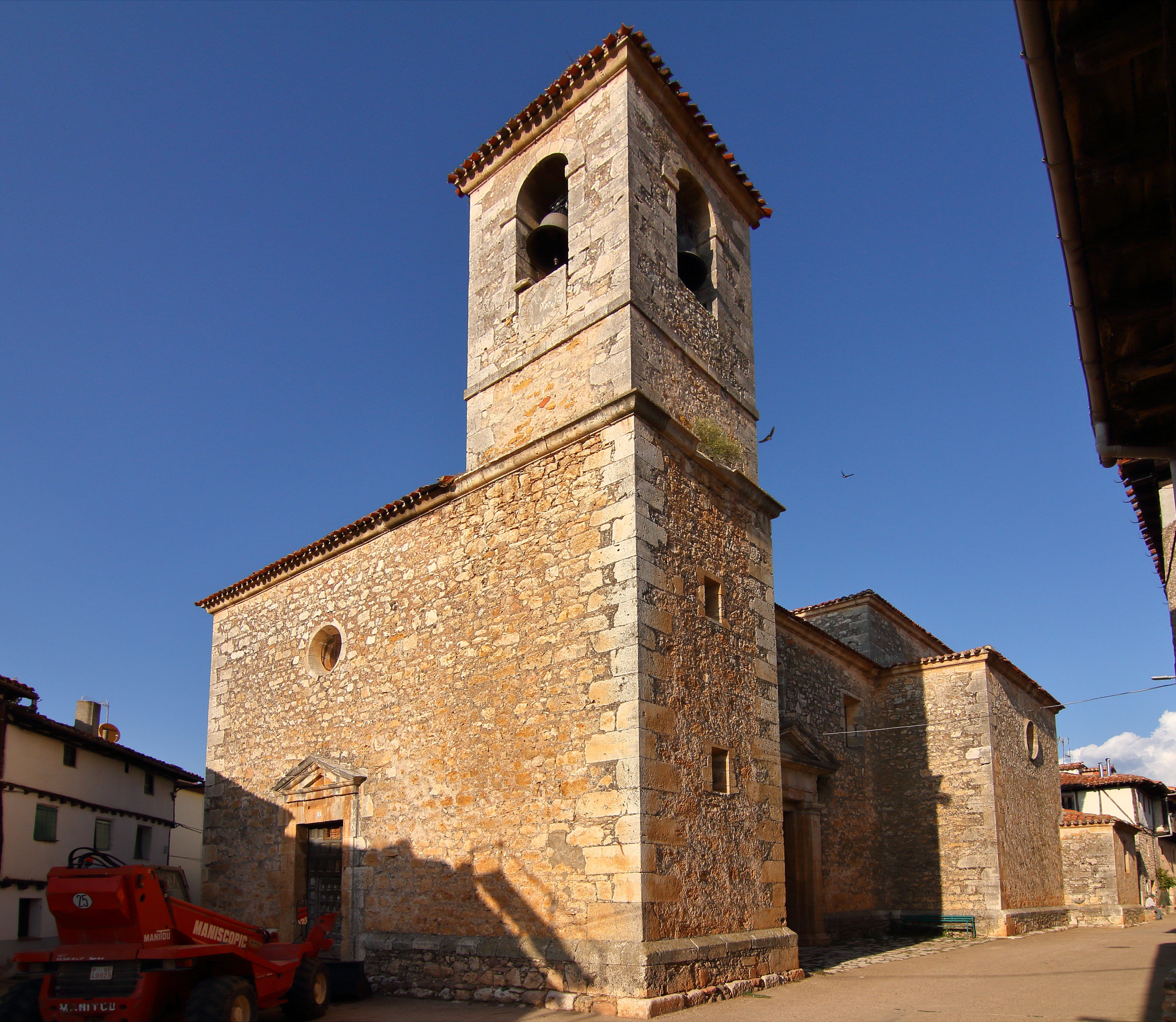
Iglesia de San Esteban

## Sehenswürdigkeiten
- Die Iglesia de San Esteban wurde im 17. Jahrhundert erbaut und weist mit ihrer Architektur auf die ehemalige Bedeutung des Ortes hin. Die Fassade ist mit Ausnahme des Giebelportals und des darüber befindlichen Rundfensters schmucklos, was auf den späten Herrera-Stil verweist; das Südportal ist in ähnlicher Weise gestaltet. Im einschiffigen Innern befinden sich drei Holzskulpturen aus dem 13. Jahrhundert; ein kostbarer Kelch (calíz) aus der Zeit um 1600 ist das Schmuckstück der Kirche[4].

Umgebung
- Ca. 1 km außerhalb des Ortes steht die im 16. Jahrhundert als Pfarrkirche erbaute und von einem Glockengiebel (espadaña) überhöhte Ermita de Santa María, die einmal jährlich das Ziel einer Prozession darstellt. Das Portal befindet sich auf der Südseite; die Apsis ist gegenüber dem Kirchenschiff (nave) um etwa 2 m erhöht.